# Воробьёв, Всеволод Михайлович
Всеволод Михайлович Воробьёв (1925—2010) — советский и украинский педагог, пианист, профессор Национальной музыкальной академии Украины им. Чайковского.

## Биография
Родился 22 октября 1925 года в г. Гянджа в Азербайджане, учился в Тбилисской консерватории в классе Валентины Константиновны Стешенко-Куфтиной.
В 1953 году начал свою педагогическую деятельность на кафедре специального фортепиано Киевской консерватории им. Чайковского, где прошла вся творческая жизнь художника[какого?].
В числе его выпускников — лауреаты международных конкурсов Дмитрий Суховиенко, Андрей Кутасевич, Дмитрий Таванец, Ольга Анищенко, Александр Козаренко, Оксана Яремчук, Кирилл Блажков, Анастасия Сейфетдинова, Елена Степанюк, известные украинские педагоги — Наталья Гриднева, Ирина Залевская, Ирина Окунева, Нина Найдич, Лариса Райко.
Среди близких друзей — пианисты Святослав Рихтер, Дмитрий Башкиров, Татьяна Николаева, Владимир Нильсен.
Умер 23 июня 2010 года в Киеве.